# Dasso
Dasso è un arrondissement del Benin situato nella città di Ouinhi (dipartimento di Zou) con 10.786 abitanti (dato 2006).